# Drzeworyt

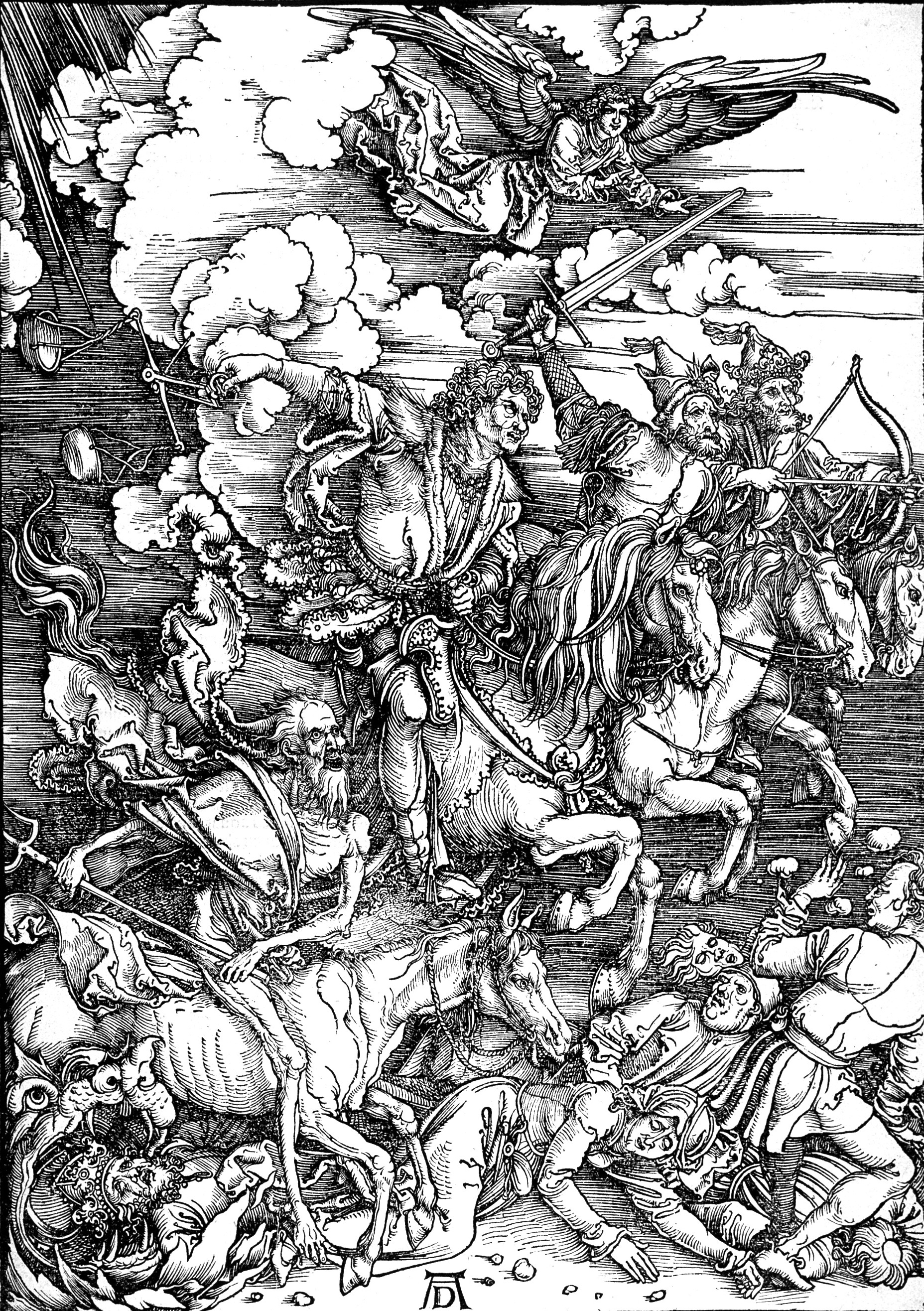
Albrecht Dürer, Czterej Jeźdźcy Apokalipsy, 1497-98

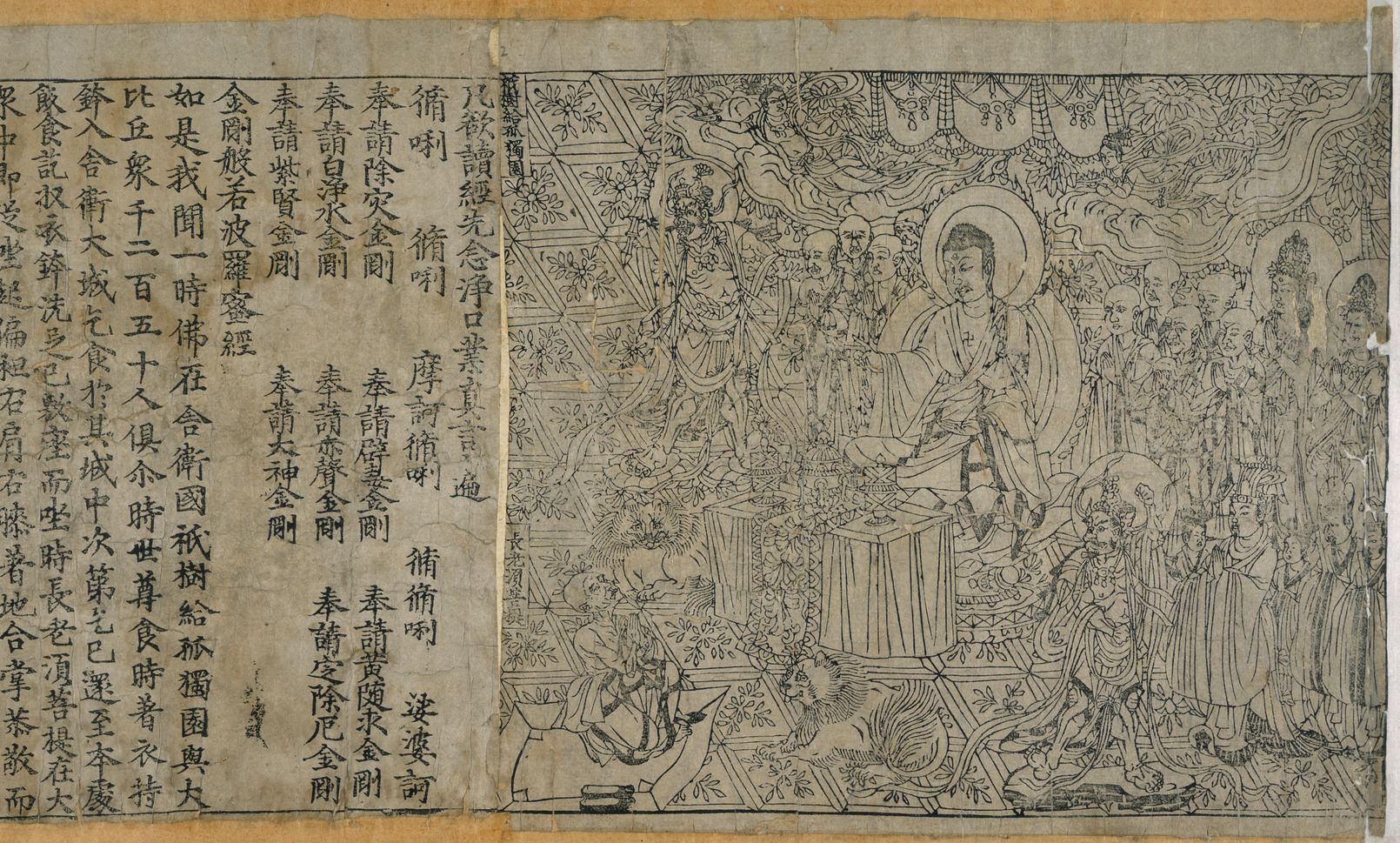
Sutra Diamentowa z 868 – najstarsza drukowana książka świata

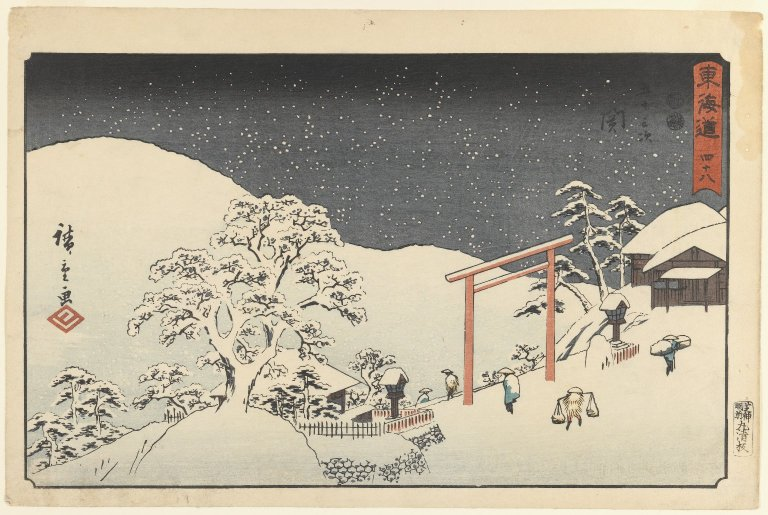
Hiroshige Andō, obraz nr 48 z cyklu Pięćdziesiąt trzy przystanki Tokaido, 1847-1853

Drzeworyt – technika graficzna należąca do druku wypukłego.
Do wykonania drzeworytu wykorzystuje się deskę, na którą nanosi się rysunek, a następnie przy pomocy specjalnych narzędzi wycina się tło, które na odbitce będzie białe. Pozostawione wypukłe miejsca będą drukowały. Klocek pokrywa się farbą drukarską i odbija na papierze.

## Rodzaje drzeworytu
Drzeworyt dzieli się na kilka rodzajów ze względu na sposób przygotowania deski oraz narzędzia wykorzystywane do wycinania:
- drzeworyt wzdłużny (langowy) – stosuje się deskę ciętą wzdłuż pnia, w efekcie czego słoje i włókna biegną równolegle do krawędzi deski; tło wycinane jest dłutami i nożami w miękkim drewnie (lipa, jabłoń, świerk),
- drzeworyt poprzeczny (sztorcowy) – stosuje się deskę ciętą w poprzek pnia, składającą się z posklejanych małych klocków. Całość klocka cięta jest rylcem w twardym drewnie (bukszpan, dzika grusza).

Inne rodzaje drzeworytu:
- drzeworyt groszkowy (śrutowy) – formę uzyskuje się przy pomocy puncy dającej efekt tekstury; powstał w XV wieku, był stosowany na terenie Niemiec i Niderlandów;
- drzeworyt tonowy (białoryt) – powstaje na zasadzie negatywu – drukuje się białą farbą na czarnym tle. Ten typ drzeworytu był stosowany np. przez Altdorfera;
- drzeworyt faksymilowy – używany do tworzenia szczegółowych reprodukcji, zwłaszcza rysunków, ponieważ dawał efekt swobodnych linii;
- drzeworyt światłocieniowy (chiaroscuro) – technika polega na wykorzystaniu kilku desek do wykonania odbitki. Właściwy rysunek umieszcza się na osobnej desce, na pozostałych znajdują się światła i cienie, które zastosowano w grafice. Ostatecznie nakładano następne odbitki na siebie i w taki sposób powstawała pełna odbitka;[2]

## Historia drzeworytu
Drzeworyt należy do najstarszych technik graficznych. Po raz pierwszy zastosowano go w VI w. w Chinach. Służył do powielania znaków pisma. Innym krajem Dalekiego Wschodu, w którym wykorzystywano drzeworyt, była Japonia. Miało to miejsce w VIII w. W Europie technika cięcia w drewnie pojawiła się dopiero w XIV w. Możliwe, że czegoś podobnego do drzeworytu używano do odbijania ilustracji już w I w. p.n.e. w Rzymie. Najstarsze udokumentowane europejski prace pochodzą z około 1400 roku. Znajdują się w muzeum Albertiny w Wiedniu.

### Chiny
W Chinach prawdopodobnie najwcześniejszą techniką proto-druku był estampaż, polegający na wykonywaniu odbitek z kamiennych steli. Techniki drzeworytnicze do druku zastosowali na szeroką skalę buddyści, potrzebujący wielu odbitek do celów misyjnych. Produkowali oni odbitki ilustrowanych sutr – najwcześniejszą zachowaną kopią jest zwój z zaklęciami z pierwszej połowy VIII w., przechowywany w Korei, w klasztorze Pulguksa w Gyeongju. Z tej samej sutry w 764 roku w Japonii wykonano ok. miliona odbitek.
Pierwszą zachowaną w całości drukowaną książką jest wydanie Sutry Diamentowej z 868 roku. Jest to książka blokowa – w tym samym klocku wycięte są zarówno tekst, jak i ilustracje. W taki sposób drukowano książki w Chinach przed wynalezieniem czcionki drukarskiej (w Chinach eksperymentowano z czcionką ruchomą w XI w., początkowo ceramiczną, potem także drewnianą, ale nie znalazła szerszego zastosowania – natomiast zachowały się takie czcionki w Turfanie, gdzie wykorzystywano je do pisma ujgurskiego, a dokąd technologia ta zawędrowała szlakiem jedwabnym). W X w. druk drzeworytniczy miał charakter masowy – niektórych druków z tego okresu zachowało się do dziś ponad 100 tys. kopii (pierwotny nakład musiał liczyć miliony egzemplarzy). W X w. zastąpiono druk na zwoju drukiem stronicowym i książką w formie kodeksu.
Na początku XII w. zastosowano w Chinach druk wielobarwny, w szczególności do banknotów, ale znana jest barwna kopia sutry z XIV w. Z pierwszej połowy XII w. zachował się najstarszy druk czterobarwny.

### Japonia

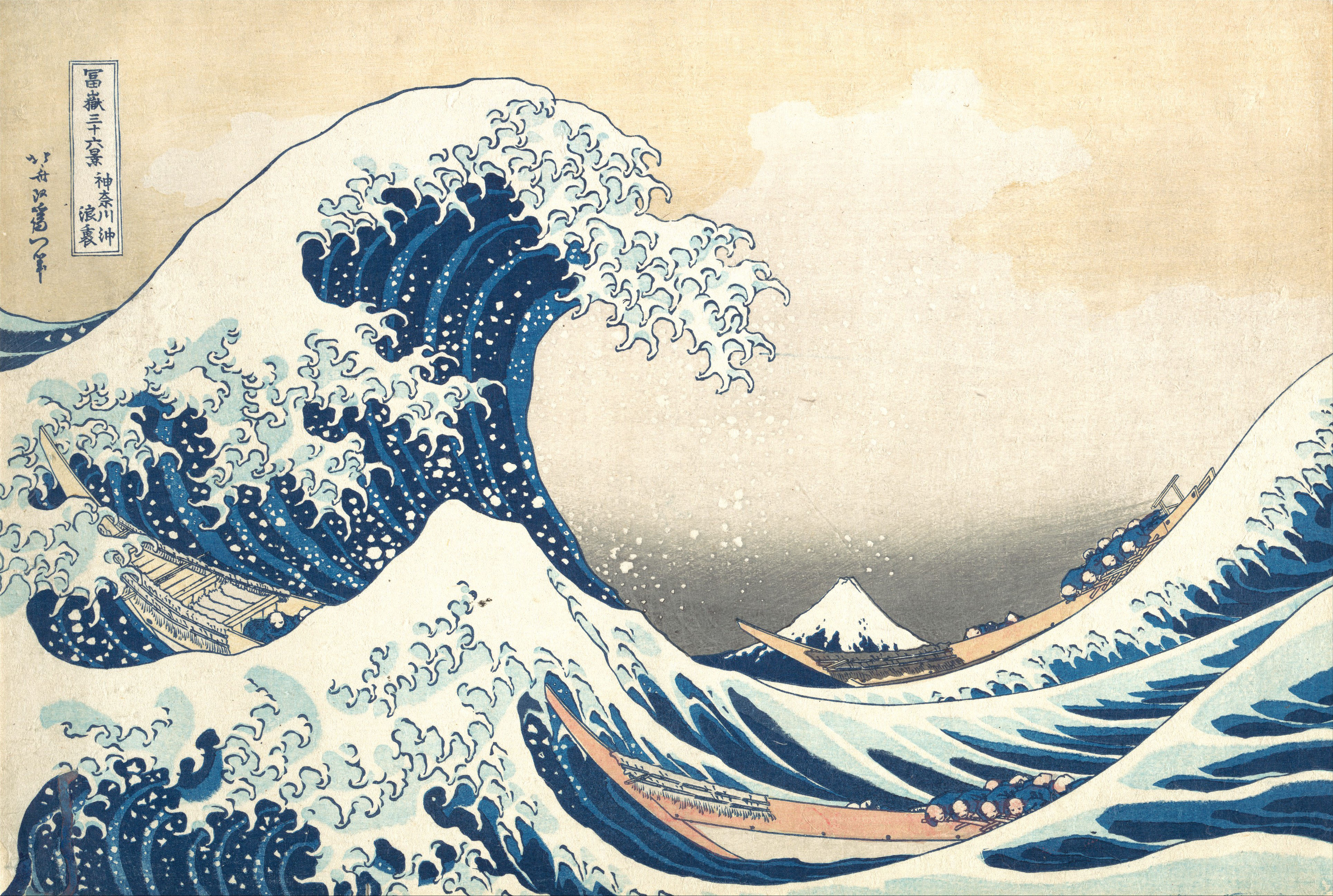
Hokusai Katsushika, Wielka fala w Kanagawie

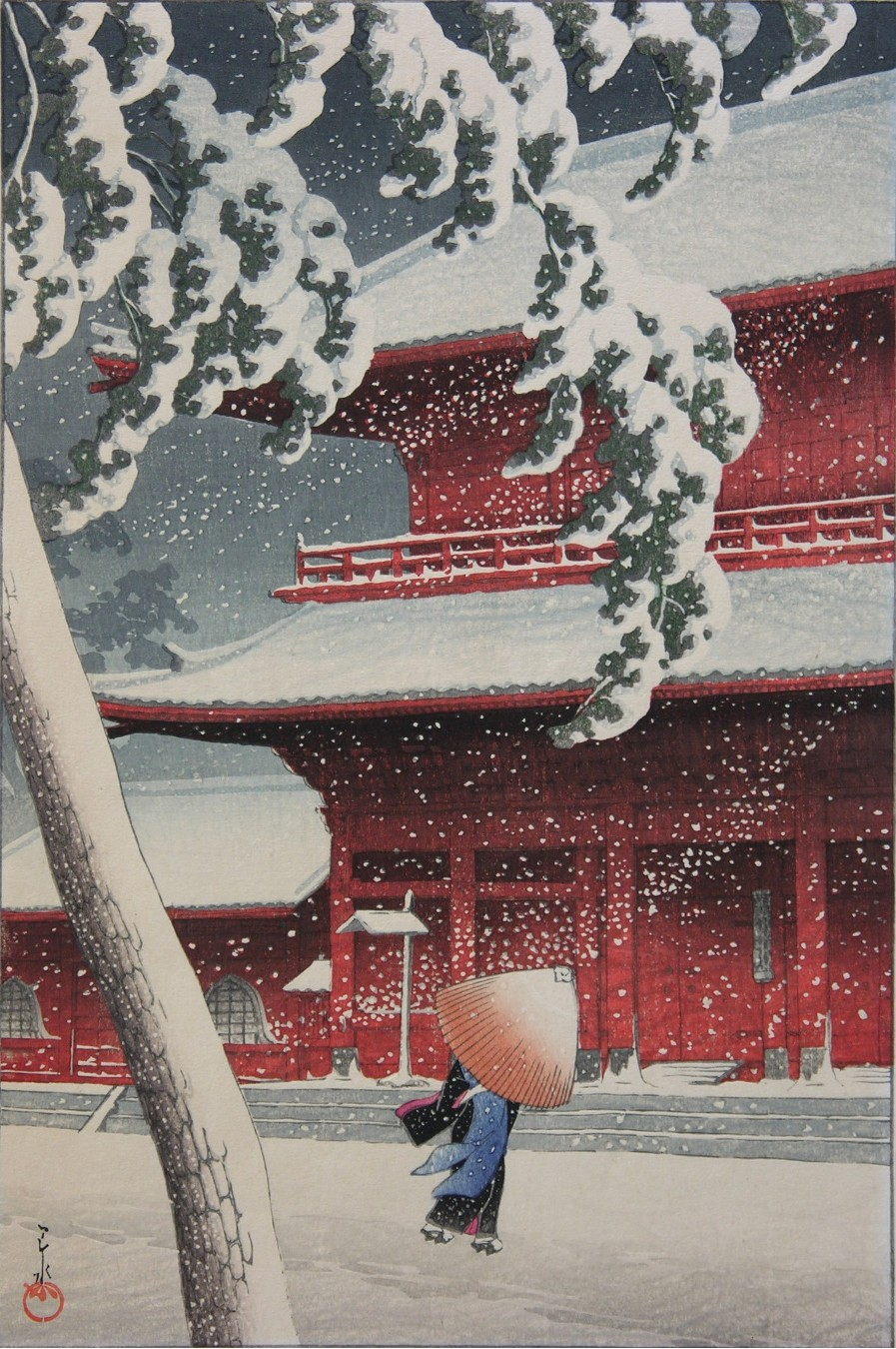
Świątynia Zōjō-ji. w śniegu – Tokio, Shiba (1925), ob. na terenie parku Shiba

W okresie Kamakura, od XII w. do XIII w., wiele książek było wydawanych przez mnichów buddyjskich w klasztorach na terenie miasta Kioto i Kamakura. Główną techniką graficzną, jaką się posługiwali był drzeworyt. Masowa produkcja druków drzeworytniczych rozpoczęła się w okresie Edo (od XVII w. do XIX w.). Przyczyniła się do tego popularność prywatnych szkół nazywanych terakoya. Dużym zainteresowaniem cieszyły się księgarnie, w których klienci mogli nie tylko kupić, ale i wypożyczać książki. Najliczniej sprzedawały się: poradniki podróżnicze, ogrodnicze, książki kucharskie (kibyōshi), krótkie nowele satyryczne (sharebon), opowiadania o życiu miejskim (kokkeibon), nowele humorystyczne (ninjōbon). Najpopularniejszymi książkami okresu Edo były: Życie miłosne pewnego mężczyzny (Kōshoku ichidai otoko, 1682) Saikaku Ihara. Nansō Satomi Hakkenden - Bakin Kyokutei. Tōkaidōchū Hizakurige - Ikku Jippensha. Książki te wielokrotnie przedrukowywano od XVII w. do XIX w. Popularnym nurtem w japońskiej sztuce drzeworytniczej był Ukiyo-e. Dotyczył on świeckich tematów. Drzeworyty w tym stylu cieszyły się popularnością i tworzono je masowo. Do głównych motywów przewodnich należą: aktorzy teatralni Kabuki, zawodnicy sumo, atrakcyjne kobiety, pejzaże, opowieści historyczne itp. Najbardziej znani artyści Ukiyo-e to: Hokusai i Hiroshige Andō. W XVIII w. Harunobu Suzuki wynalazł technikę drzeworytu umożliwiającą druk wielokolorowy, zwany Nishiki-e. Ukiyo-e inspirował europejskie nurty japonizmu oraz impresjonizmu. Na początku XX-wieku narodził się kierunek zwany shin-hanga, który łączył w sobie tradycyjne techniki ukiyo-e z technikami malarstwa zachodniego. Międzynarodową popularność zyskały prace Hasuiego Kawase i Hiroshiego Yoshidy.

### Europa

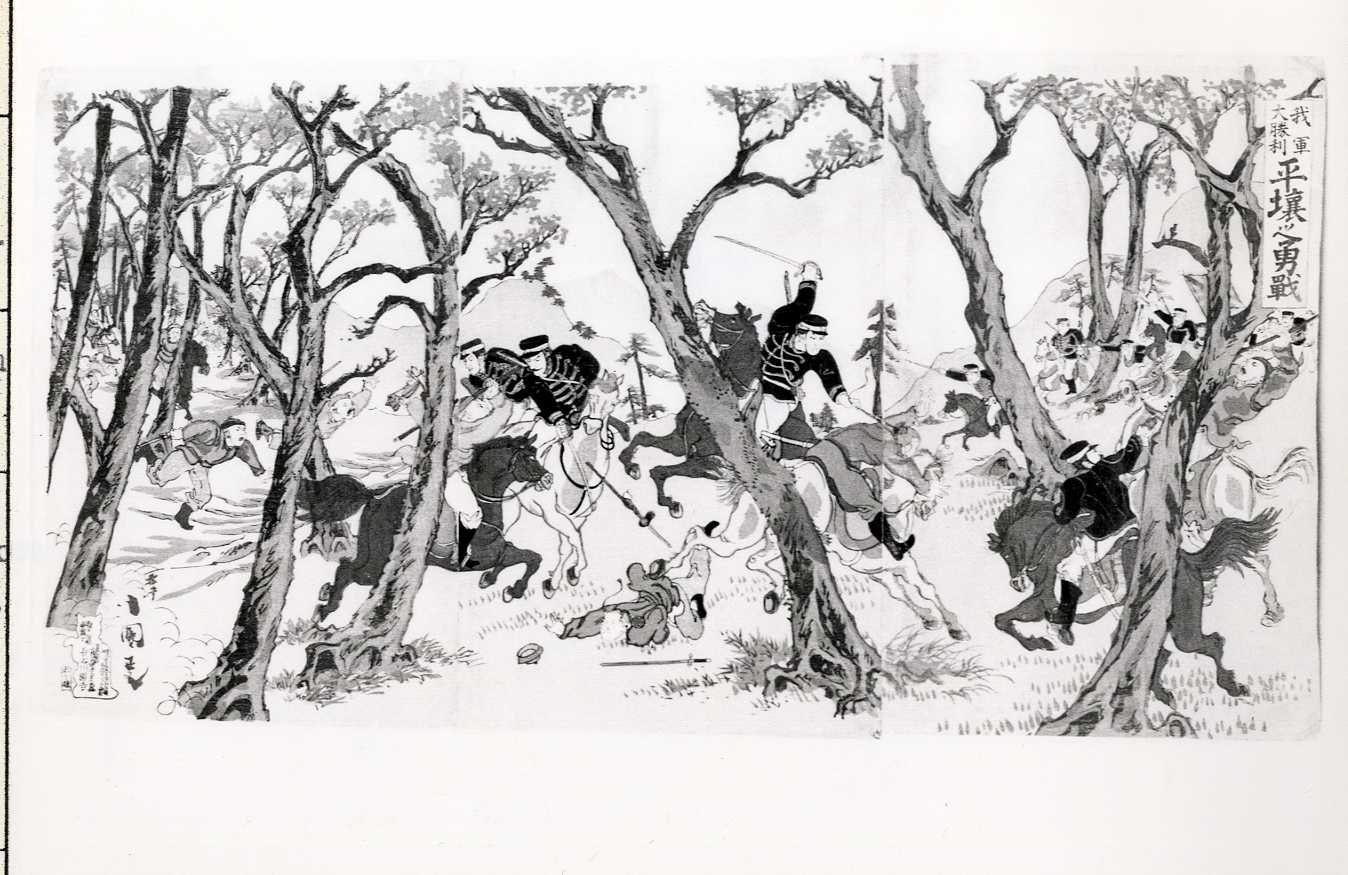
Drzeworyt barwny Potyczka w lesie, Japonia, poł. XIX wieku. Muzeum Azji i Pacyfiku w Warszawie

W Europie drzeworyt zaczęto stosować w XIV wieku. Najstarszy datowany drzeworyt europejski pochodzi z 1424 roku i został odnaleziony w austriackim klasztorze Buxhein.
W 2. połowie XV wieku w drzeworycie pojawiło się cieniowanie przy pomocy szrafowania; wcześniej zaznaczano tylko kontury, bez uwzględnienia światła i cienia. Początkowo drzeworyty kolorowano ręcznie, od XVI w., kolor wprowadzono mechanicznie poprzez zastosowanie kilku matryc. Pod koniec XV i na początku XVI w. tą techniką tworzyli drzeworytnicy, tacy jak: Albrecht Dürer, Lucas Cranach Starszy, Albrecht Altdorfer, Hans Burgkmair. W technice tej wykonywane były ilustracje, kalendarze, karty do gry i inne druki o charakterze użytkowym. Z czasem drzeworyt ustąpił miedziorytowi, który pozwala na lepsze ukazanie szczegółów.

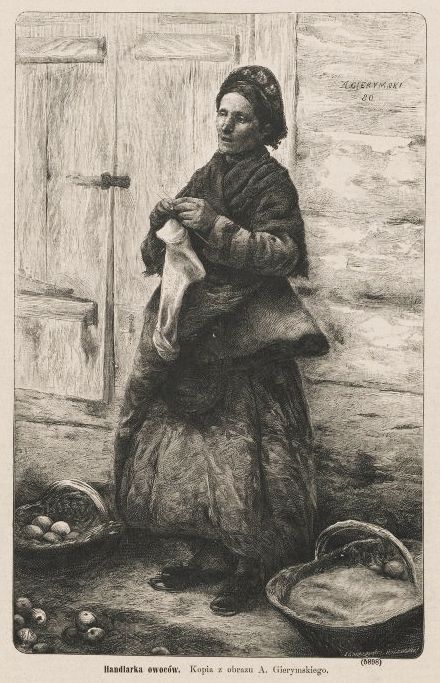
Polski drzeworyt ilustracyjny z drugiej połowy XIX wieku

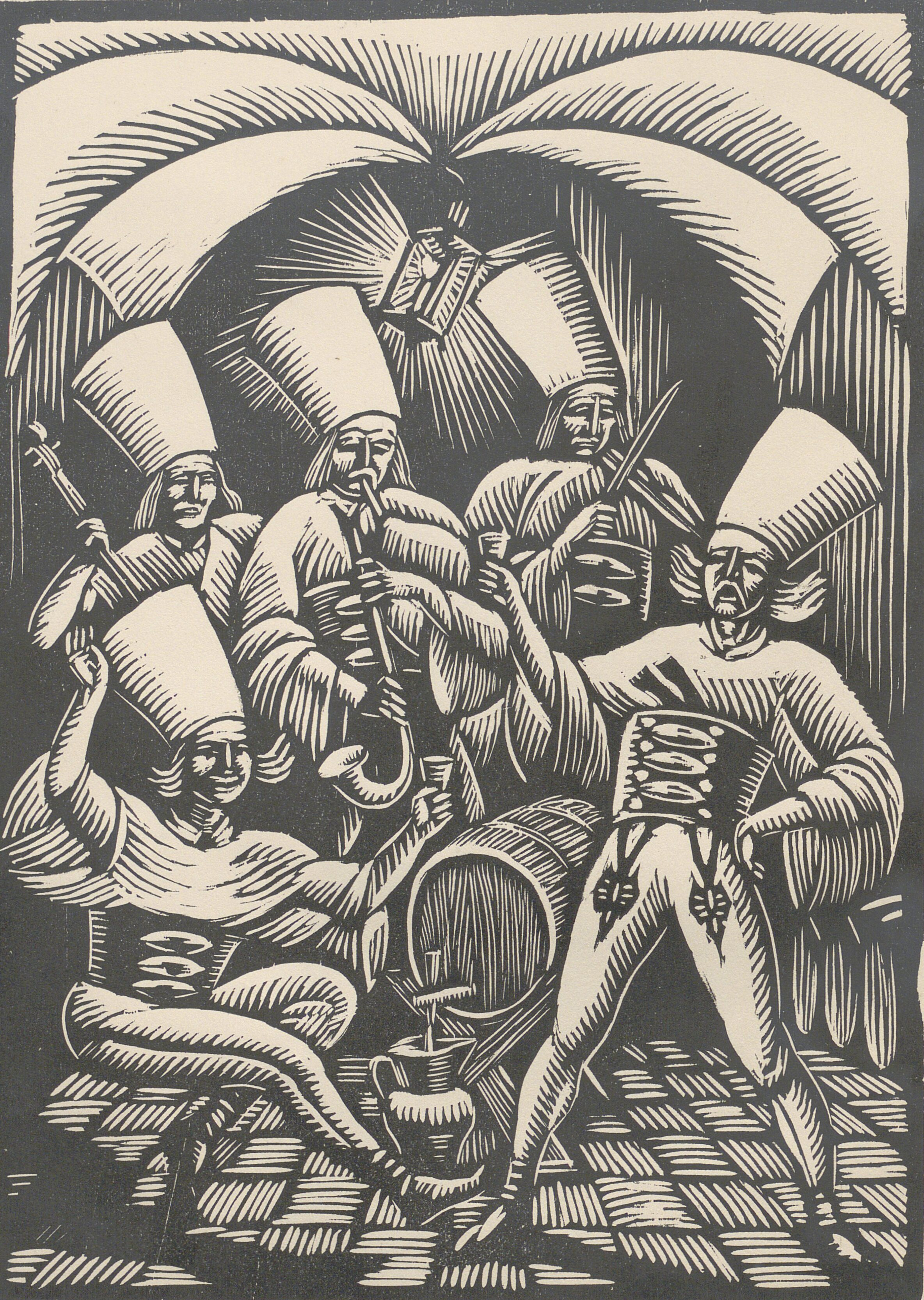
Władysław Skoczylas, W murowanej piwnicy, 1929

Drzeworyt, stosowany do końca XVIII wieku, to tzw. drzeworyt wzdłużny. Z wynalezieniem przez Thomasa Bewicka około 1790 roku drzeworytu sztorcowego technika drzeworytnicza odrodziła się. Drzeworyt sztorcowy pozwolił bowiem rytować we wszystkich kierunkach (wzdłużny, ze względu na budowę deski, posiadał w tym względzie pewne ograniczenia) i uzyskać bardziej malarskie efekty. Drzeworyt poprzeczny jest także bardziej precyzyjny, gdyż umożliwia osiągnięcie cieńszej kreski. W XIX wieku był powszechnie stosowany jako technika ilustracyjna dla prasy, ponieważ można go drukować razem z tekstem z jednego składu, co dawało mu przewagę nad innymi technikami (w Polsce m.in. „Tygodnik Illustrowany”, „Kłosy”, „Wędrowiec”, „Mucha”), a także jako drzeworyt reprodukcyjny, odtwarzający dzieła malarskie.
Na przełomie XIX i XX wieku drzeworyt ustąpił miejsca innym technikom, ale nadal był wykorzystywany (i jest także dziś) przez artystów, np. Emila Nolde, Paula Gauguina, Edvarda Muncha, Pawła Stellera, Władysława Skoczylasa.